# Ghiacciaio Koriten
Il ghiacciaio Koriten (in inglese  Koriten Glacier) è un ghiacciaio lungo 5,5 km e largo 1,3, situato sulla costa di Loubet, nella parte occidentale della Terra di Graham, in Antartide. In particolare, il ghiacciaio si trova sulla penisola Pernik, a nord-ovest del ghiacciaio Wilkinson, e da qui fluisce verso sud-ovest, dalle cime Protector fino ad entrare nella cala Chepra.

## Storia
Il ghiacciaio Koriten è stato così battezzato dalla Commissione bulgara per i toponimi antartici in onore del villaggio di Koriten, nella Bulgaria nord-orientale. 